# Graptemys pulchra
Graptemys pulchra is een schildpad uit de familie moerasschildpadden (Emydidae). De soort werd voor het eerst wetenschappelijk beschreven door Georg Baur in 1893. 

## Uiterlijke kenmerken
De schildpad bereikt een maximale schildlengte tot ongeveer 27 centimeter. De kleur van het schild is bruin. De kop en poten zijn eveneens bruin van kleur maar hebben een tekening van heldere gele strepen.

## Verspreiding en habitat
Graptemys pulchra komt endemisch voor in de Verenigde Staten. De habitat bestaat uit grotere wateren zoals rivieren, de schildpad heeft behoefte aan plaatsen om te zonnen.